# Harpalus (chi bọ cánh cứng)
Harpalus là một chi bọ cánh cứng trong họ Carabidae với hơn 350 loài và phân loài.

## Loài
Các loài bao gồm:
- Harpalus flavescens (Piller & Mitterpacher 1783)
- Harpalus dispar Dejean 1829
- Harpalus petri Tschitschérine 1902
- Harpalus punctatostriatus Dejean 1829
- Harpalus rumelicus Apfelbeck 1904
- Harpalus circumpunctatus Chaudoir 1846
- Harpalus hospes Sturm 1818
- Harpalus italus Schaum 1860
- Harpalus stevenii Dejean 1829
- Harpalus terrestris (Motschulsky 1844)
- Harpalus affinis (Schrank 1781)
- Harpalus akinini Tschitschérine 1895
- Harpalus albanicus Reitter 1900
- Harpalus amplicollis Ménétriés 1848
- Harpalus angulatus Putzeys 1878
- Harpalus anxius (Duftschmid 1812)
- Harpalus atratus Latreille 1804
- Harpalus attenuatus Stephens 1828
- Harpalus autumnalis (Duftschmid 1812)
- Harpalus bellieri Reiche 1861
- Harpalus brevis Motschulsky 1844
- Harpalus calathoides Motschulsky 1844
- Harpalus cardoni Antoine 1922
- Harpalus caspius (Steven 1806)
- Harpalus chobautianus Lutshnik 1922
- Harpalus cisteloides Motschulsky 1844
- Harpalus compressus Motschulsky 1844
- Harpalus contemptus Dejean 1829
- Harpalus cupreus Dejean 1829
- Harpalus cyclogonus Chaudoir 1844
- Harpalus danieli Reitter 1900
- Harpalus decipiens Dejean 1829
- Harpalus dimidiatus (P. Rossi 1790)
- Harpalus distinguendus (Duftschmid 1812)
- Harpalus ebeninus Heyden 1870
- Harpalus euchlorus Ménétriés 1836
- Harpalus flavicornis Dejean 1829
- Harpalus foveiger Tschitschérine 1895
- Harpalus franzi Mateu 1954
- Harpalus froelichii Sturm 1818
- Harpalus fuscicornis Ménétriés 1832
- Harpalus fuscipalpis Sturm 1818
- Harpalus giacomazzoi
- Harpalus hirtipes (Panzer 1796)
- Harpalus honestus (Duftschmid 1812)
- Harpalus inexpectatus Kataev 1989
- Harpalus karamani Apfelbeck 1902
- Harpalus kaznakovi
- Harpalus kirgisicus (Motschulsky 1844)
- Harpalus laevipes Zetterstedt 1828
- Harpalus lateralis Dejean 1829
- Harpalus latus (Linnaeus 1758)
- Harpalus lethierryi Reiche 1860
- Harpalus luteicornis (Duftschmid 1812)
- Harpalus lutshniki Schauberger 1932
- Harpalus marginellus Dejean 1829
- Harpalus metallinus Ménétriés 1836
- Harpalus microthorax (Motschulsky 1849)
- Harpalus mitridati Pliginski 1915
- Harpalus modestus Dejean 1829
- Harpalus neglectus Audinet-Serville 1821
- Harpalus nevadensis K. Daniel & J. Daniel 1898
- Harpalus nigritarsis C.R. Sahlberg 1827
- Harpalus numidicus Bedel 1893
- Harpalus oblitus Dejean 1829
- Harpalus oodioides Dejean 1829
- Harpalus optabilis Dejean 1829
- Harpalus parasinuatus Kataev & Liang, 2007
- Harpalus picipennis (Duftschmid 1812)
- Harpalus politus Dejean 1829
- Harpalus polyglyptus Schaum 1862
- Harpalus potanini
- Harpalus progrediens Schauberger 1922
- Harpalus przewalskyi
- Harpalus pulvinatus Ménétriés 1848
- Harpalus pumilus Sturm 1818
- Harpalus punctipennis Mulsant 1852
- Harpalus pygmaeus Dejean 1829
- Harpalus rubripes (Duftschmid 1812)
- Harpalus rufipalpis Sturm 1818
- Harpalus rufiscapus Gebler 1833
- Harpalus rufitarsoides Schauberger 1934
- Harpalus salinus Dejean 1829
- Harpalus saxicola Dejean 1829
- Harpalus serripes (Quensel in Schönherr 1806)
- Harpalus servus (Duftschmid 1812)
- Harpalus siculus Dejean 1829
- Harpalus smaragdinus (Duftschmid 1812)
- Harpalus solitaris Dejean 1829
- Harpalus subcylindricus Dejean 1829
- Harpalus sulphuripes Germar 1824
- Harpalus taciturnus Dejean 1829
- Harpalus tardus (Panzer 1797)
- Harpalus tarsalis Mannerheim 1825
- Harpalus tichonis Jakobson 1907
- Harpalus torridoides Reitter 1900
- Harpalus triseriatus Fleischer 1897
- Harpalus vernicosus Kataev & Liang, 2007
- Harpalus viridanus
- Harpalus xanthopus Gemminger & Harold 1868
- Harpalus zabroides Dejean 1829

## Hình ảnh

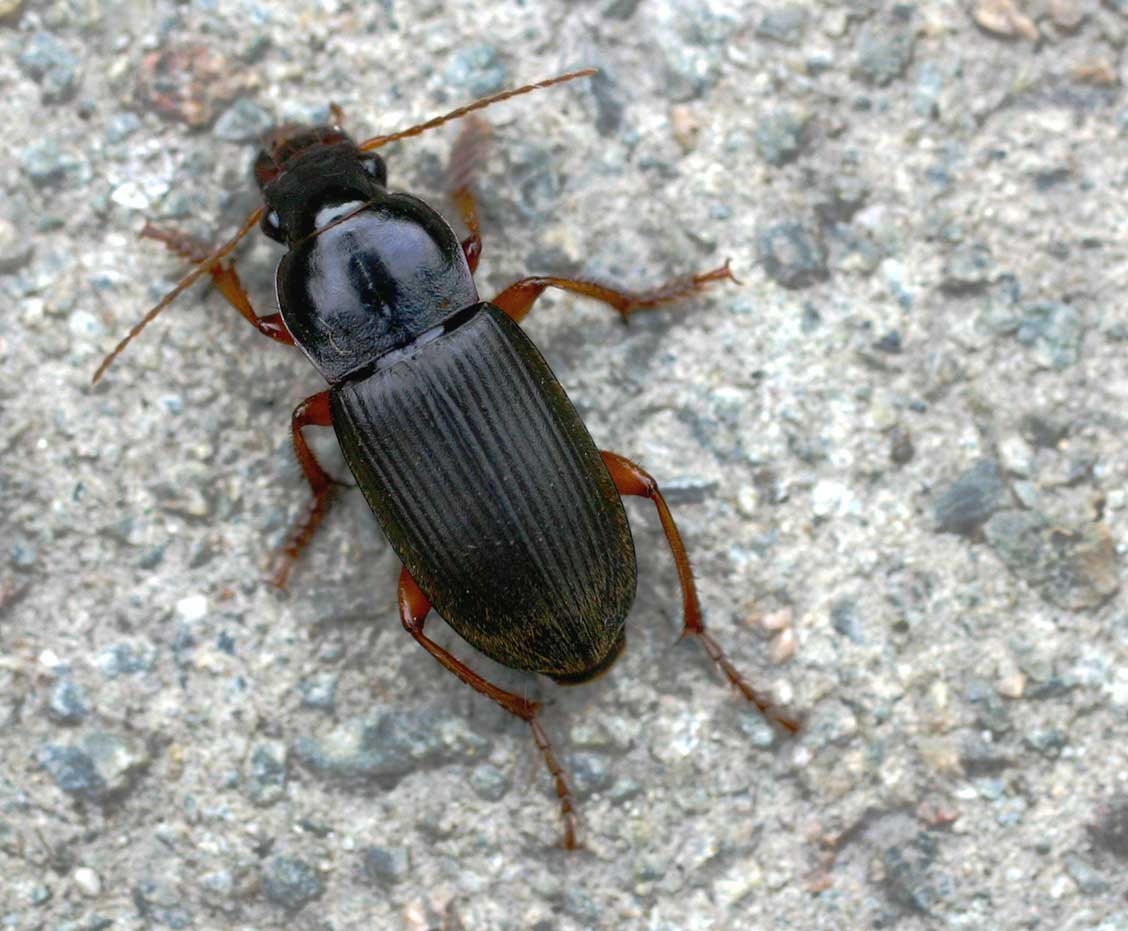
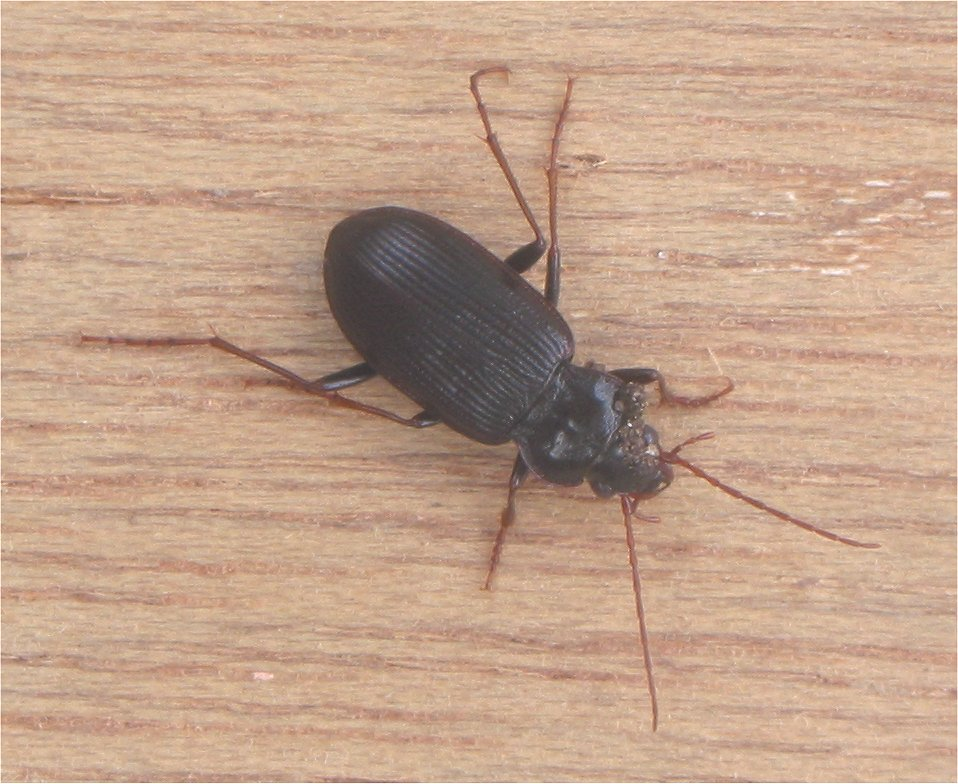
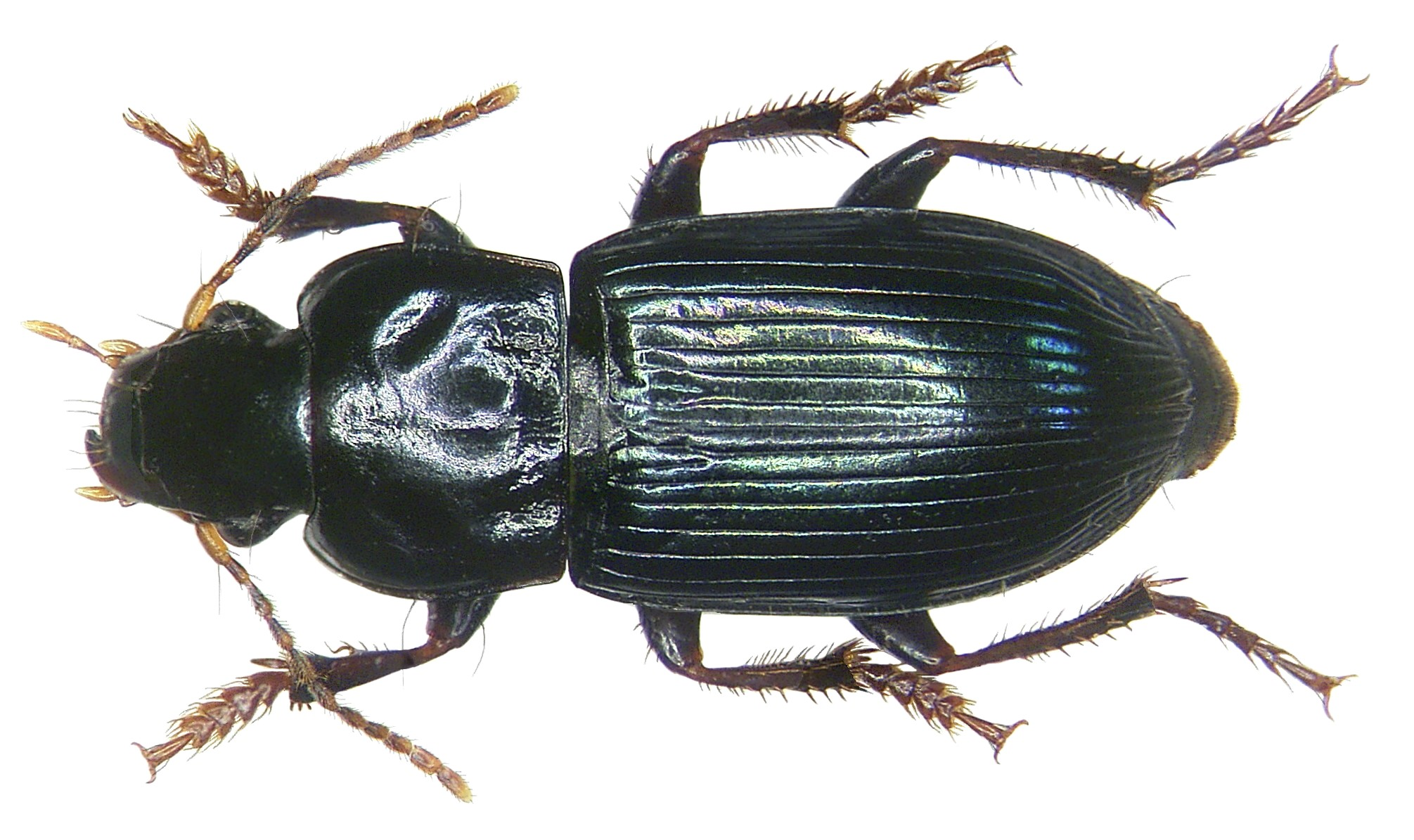
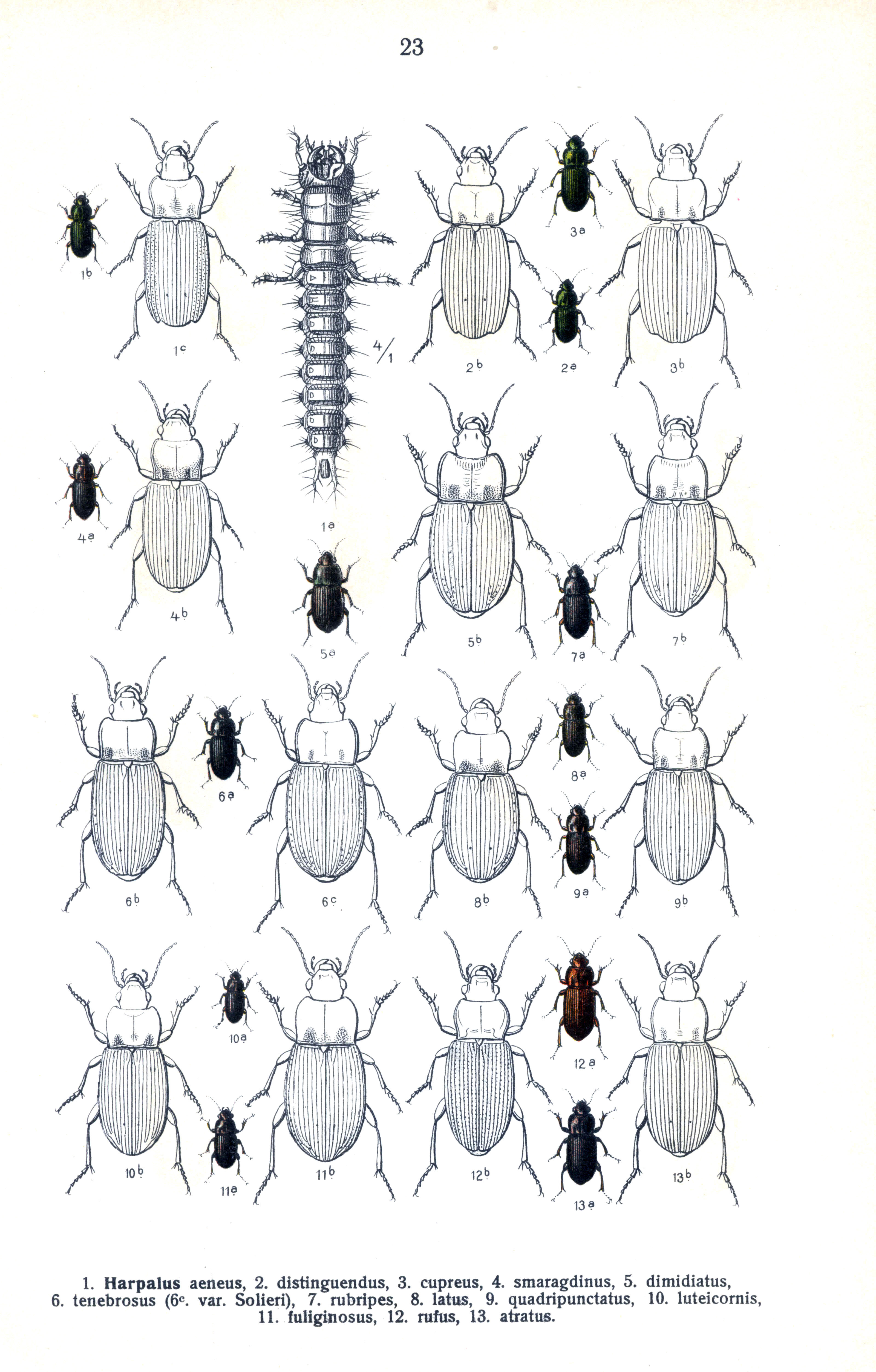